# Харлан (лунный кратер)
Кратер Харлан (лат. Harlan) —  крупный древний ударный кратер в южном полушарии видимой стороны Луны. Название присвоено в честь американского астронома Харлана Джеймса Смита (1924—1991) и утверждено Международным астрономическим союзом в 2000 г. Образование кратера относится к донектарскому периоду.

## Описание кратера
Ближайшими соседями кратера Харлан являются кратер Марин на западе-юго-западе; кратер Абель на северо-востоке; кратер Гам на востоке-юго-востоке и кратер Гамильтон на юго-востоке. На востоке от кратера находится Море Южное. Селенографические координаты центра кратера 38°19′ ю. ш. 79°39′ в. д. / 38,31° ю. ш. 79,65° в. д., диаметр 63,5 км, глубина 2,7 км.
Кратер Харлан имеет полигональную форму и значительно разрушен. Вал сглажен и отмечен множеством кратеров, северо-восточная часть вала перекрыта крупным сателлитным кратером Марин M. Внутренний склон вала неравномерный по ширине, западная часть склона террасовидной структуры. Дно чаши затоплено и выровнено темной базальтовой лавой, без приметных структур.
До получения собственного наименования в 2000 г. кратер имел обозначение Марин D (в системе обозначений так называемых сателлитных кратеров, расположенных в окрестностях кратера, имеющего собственное наименование).

## Сателлитные кратеры
Отсутствуют.

## См.также
- Список кратеров на Луне
- Лунный кратер
- Морфологический каталог кратеров Луны
- Планетная номенклатура
- Селенография
- Минералогия Луны
- Геология Луны
- Поздняя тяжёлая бомбардировка